# CONTINUOUS
『CONTINUOUS』（コンティニュース）は、柿原徹也の2枚目のミニアルバム。2012年2月15日にKiramuneから発売された。

## 概要
自身2枚目となるミニアルバム。豪華盤と通常盤の2種リリースであり、前者には、「Chaos Breaker」のPV、メイキング映像を収録したDVD、豪華盤、通常盤の両盤には柿原直筆のメッセージカードが同梱されている。
本作のコンセプトは、「1曲ごとの物語を冒険書のように紡ぐ」である。

## 収録曲
1. Chaos Breaker [4:20]
作詞：Mio Aoyama、作曲・編曲：大西克巳
2. Good Luck [4:09]
作詞：leonn、作曲・編曲：宮崎誠
3. Labyrinth [3:31]
作詞：森月キャス、作曲・編曲：宮崎誠
4. Bible of Heart [4:19]
作詞：Mio Aoyama、作曲・編曲：宮崎誠
5. Hikari [4:37]
作詞・作曲・編曲：Kohei by SIMONSAYZ
6. Continue [4:19]
作詞：leonn、作曲・編曲：日比野裕史

DVD（豪華盤のみ）
1. Chaos Breaker（MUSIC CLIP）
2. making of 'Chaos Breaker'
3. TRAILER